# Route nationale 712
Die Route nationale 721, kurz N 721 oder RN 721, war eine französische Nationalstraße, die von 1933 bis 1973 in zwei Abschnitten zwischen einer Kreuzung mit der ehemaligen Nationalstraße 675 15 Kilometer nördlich von Le Dorat und Bourganeuf verlief. Ihre Gesamtlänge betrug 73,5 Kilometer.